# Augustas Strazdas
Augustas Strazdas (* 20. Februar 1980 in Panevėžys, Litauische SSR, UdSSR) ist ein litauischer Handballspieler.

## Karriere
Der 1,89 Meter große Augustas Strazdas begann seine Profikarriere 2002 in Island bei dem HK Kópavogur, wo er mit einer Unterbrechung von einem Jahr bis 2006 spielte und einmal den isländischen Cup gewann. 2006 wechselte Augustas Strazdas bis 2011 zum Toledo BM. Nachdem er 2011 mit dem Toledo BM in die erste spanische Liga aufstieg, wechselte er im Sommer 2011 nach Österreich zur SG Handball West Wien. 2014 wurde er von der Handball Liga Austria als „Legionär des Jahres“ der Saison 2013/14 ausgezeichnet. Nach der Saison 2015/16 wurde sein Vertrag bei der SG Handball West Wien nicht verlängert. Ab der Saison 2016/17 wird er in der Handball Bundesliga Austria für Union St. Pölten auflaufen. Nachdem sich die finanzielle Lage bei Union St. Pölten 2017 verschlechterte wechselte der Rückraumspieler, vor Beginn der Play-Off´s, zum Ligakonkurrenten Vöslauer HC.

## HLA-Bilanz
| Saison    | Verein                | Spielklasse | Tore | 7-Meter | Feldtore |
| --------- | --------------------- | ----------- | ---- | ------- | -------- |
| 2011/12   | SG Handball West Wien | HLA         | 160  | 0/0     | 160      |
| 2012/13   | SG Handball West Wien | HLA         | 97   | 0/0     | 97       |
| 2013/14   | SG Handball West Wien | HLA         | 114  | 0/0     | 114      |
| 2014/15   | SG Handball West Wien | HLA         | 65   | 0/0     | 65       |
| 2015/16   | SG Handball West Wien | HLA         | 37   | 0/0     | 37       |
| 2011–2016 | gesamt                | HLA         | 473  | 0/0     | 436      |

## Erfolge
- 1× Isländischer Cupsieger
- 1× HLA „Legionär des Jahres“ 2013/14